# Genentech
Genentech ist ein 1976 von dem Biochemiker Herbert W. Boyer und dem Investor Robert A. Swanson in San Francisco gegründetes US-amerikanisches Biotechnologie-Unternehmen. Basis für die Gründung von Genentech war Swansons Begeisterung und der Glaube in das Potential der von Boyer zusammen mit dem Genetiker Stanley N. Cohen begründeten Methode zur Expression von Proteinen aus anderen Organismen in Mikroorganismen (rekombinante DNA-Technologie). Neben dem Stammsitz in San Francisco unterhält Genentech noch Produktionsstätten in Vacaville und Oceanside (Kalifornien) sowie in Porriño in Spanien. Weltweit beschäftigt Genentech etwa 12.300 Mitarbeiter.
Am 26. März 2009 übernahm das Schweizer Health-Care-Unternehmen Roche Holding Genentech für 46,8 Milliarden US-Dollar. Genentech ist somit nach 19 Jahren wieder eine Tochtergesellschaft von Roche geworden.
Im Jahr 2008 machte Genentech ca. 13,4 Milliarden US-Dollar Umsatz und war damit – nach Amgen – das zweitgrößte Biotechnologieunternehmen der Welt.

## Geschichte
Im Jahr 1977 begann Genentech mit der Produktion von humanem Somatostatin aus dem Bakterium Escherichia coli. 1978 wurde mit Forschern des City of Hope National Medical Centers das humane Insulin-Gen kloniert und 1979 folgte dann die Klonierung des humanen Wachstumshormons. 1980 ging Genentech an die Börse. 1982 wurde mit humanem Insulin der erste rekombinant hergestellte Arzneistoff zugelassen. Die Produktion und Vermarktung wurde an das Pharmaunternehmen Eli Lilly auslizenziert.
1985 erhielt Genentech die Zulassung für Protropin (Somatropin), einem Wachstumshormon, zur Behandlung von Wachstumsstörungen bei Kindern, und damit für das erste durch ein Biotechnologieunternehmen selbst vermarktete Produkt. In den Jahren 1986–1993 folgten weitere Zulassungen von Wirkstoffen durch die amerikanische Gesundheitsbehörde: 1986: Roferon-A (Interferon-α-2a) zur Behandlung einer spezifischen Form der Leukämie; 1987: Activase (Gewebespezifischer Plasminogenaktivator) zur Behandlung von Gefäßverschlüssen bei akutem Herzinfarkt, akuten Lungenembolien und Schlaganfällen; 1990: Actimmune (Interferon-γ-1b) zur Behandlung von chronischer Granulomatose sowie Markteinführung eines Hepatitis-B-Impfstoffs; 1993: Nutropin (Somatropin) zur Behandlung von Wachstumsstörungen von Kindern mit chronischer Niereninsuffizienz vor der Nierentransplantation; 1993: Pulmozyme (Desoxyribonuklease I) zur Behandlung der Zystischen Fibrose; 1993: Blutgerinnungsfaktor VIII auslizenziert an Miles Inc. zur Behandlung der Bluterkrankheit (Hämophilie A); 2000: TNKase (Gewebespezifischer Plasminogenaktivator) zur Behandlung von akuten Herzinfarkten; 2003: Xolair (Omalizumab) zur Behandlung von Asthma; 2003: Raptiva (Efalizumab) zur Behandlung der Schuppenflechte (Psoriasis).
1997 erfolgte die Zulassung des mit Idec Pharmaceuticals (später Biogen Idec) entwickelten Rituxan (Rituximab). Bei Rituxan handelt es sich um das erste auf einem monoklonalen Antikörper beruhende Krebstherapeutikum zur Behandlung bestimmter Formen des B-Zell Non-Hodgkin Lymphoms (NHL). Der Antikörper ist gegen das CD20 Antigen gerichtet, welches sich auf normalen und malignen Lymphozyten befindet. 2004 erzielte Rituxan alleine in den USA einen Umsatz von 1,57 Milliarden USD. 1998 erfolgte dann die Zulassung des Antikörpers Herceptin (Trastuzumab) zur Behandlung von metastasiertem Mammakarzinom, die den Rezeptor HER2 überexprimieren. Knapp ein Drittel aller Tumore von Mammakarzinomen weisen eine HER2-Überexpression auf. Bei Rituxan und Herceptin handelt es sich um sogenannte humanisierte Antikörper, die hergestellt werden, um Immunreaktionen gegen die monoklonalen Antikörper zu verhindern. 2004 erhält Genentech die FDA-Zulassung für Avastin (Bevacizumab) zur Behandlung von metastasiertem Kolon- oder Rektumkarzinom. Mit Avastin wird die erste auf Inhibierung der Tumorangiogenese beruhende Tumortherapie zugelassen. 2012 erfolgte die US-Zulassung für den monoklonalen Antikörper Pertuzumab, der zusammen mit Trastuzumab und Docetaxel in der Therapie von HER2-positivem Brustkrebs eingesetzt wird.
1990 beteiligte sich das Schweizer Pharma-Unternehmen Roche Holding an Genentech für 2,1 Milliarden. Am 20. Juli 1999 erfolgt schließlich die Wiedereinführung von Genentech als eigenständiges Unternehmen an der New York Stock Exchange (NYSE) unter dem Symbol DNA. Am 31. Dezember 2006 hielt Roche die Aktienmehrheit von 55,8 %. Einige Arzneistoffe (z. B. Herceptin) werden in Europa unter dem Namen Roche, in den USA unter dem Namen Genentech vermarktet. Im Juli 2008 gab Roche an, die restlichen Anteile an Genentech per öffentlichem Übernahmeangebot an der Börse zu 89 USD je Anteilsschein zu erwerben. Nach dem Ablehnen zahlreicher Angebote hat Genentech auch ein weiteres Angebot im Februar 2009 über 86,50 USD je Anteilsschein abgelehnt. Genentech befand das Angebot trotz Finanzkrise als unterbewertet und empfahl den Aktionären, nicht auf die Offerte einzugehen. Im März 2009 wurde schließlich das Angebot zu 95 USD je Anteilsschein angenommen. Genentech wurde somit vollständig in die Muttergesellschaft integriert und ist nicht mehr selbstständig an der Börse gelistet.
Aufgrund des Verkaufs an Roche erhielt der CEO und Chairman von Genentech, Arthur D. Levinson, rund 321 Millionen US-Dollar als Jahresentschädigung (inklusive Bonus).
Im Juni 2016 wurden Genentech Inc. und OSI Pharmaceuticals LLC im Klageverfahren Shields v. Genentech et al. zur Zahlung von 67 Mio. USD aufgrund falscher sowie irreführender Behauptungen zur Wirksamkeit von Tarceva (Erlotinib) bei nicht-kleinzelligem Lungenkrebs verurteilt. Genentech vertreibt Tarceva für Roche in den USA. Beide beklagten Unternehmen behaupteten von 2006 bis 2011, mit Tarceva könnten alle Patienten mit nicht-kleinzelligem Bronchialkarzinom behandelt werden, obwohl ihnen bekannt war, dass Studien ergaben, dass Tarceva nur jenen half, die nie rauchten oder die eine bestimmte EGFR-Mutation hatten. Der Epidermal-Growth-Factor-Rezeptor ist ein Protein in der Zellmembran.
Die Klage besagte, dass Handelsvertreter Werbematerial erhielten, das Ärzte davon abbrachte, auf die EGFR-Mutation zu testen.
Ärzte erhielten rechtswidrig Bestechungsgelder, die als Honorare für Vorträge oder Tätigkeiten in Genentechs Beratergremium getarnt wurden. Genentech organisierte Mittag- und Abendessen für Lungenkrebspatienten, denen bezahlte „Patientenbotschafter“ sagten, wie Tarceva in Fällen wirke, für die es nicht zugelassen war.